# Хронология операции «Литой свинец»

Столб дыма над Газой после израильского авиаудара. 29 декабря 2008 г.

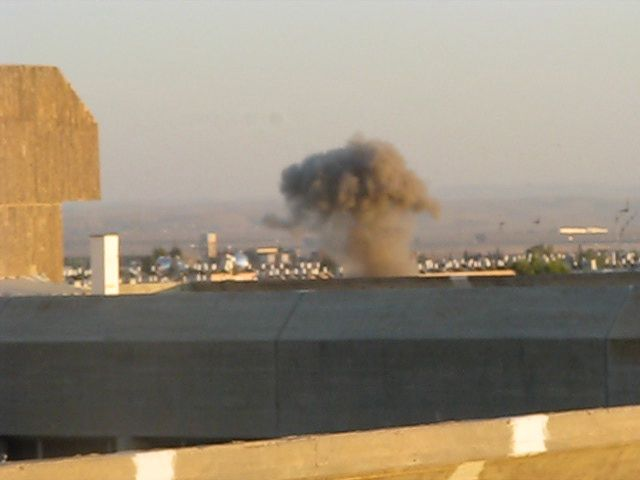
Взрыв ракеты Хамас в израильском городе Беер-Шева

Операция «Лито́й свине́ц» (ивр. מבצע עופרת יצוקה‎, Mivtza Oferet Yetzuka) — кодовое название израильской военной операции в секторе Газа, начавшейся 27 декабря 2008 года, целью которой ставилось уничтожение военной инфраструктуры палестинской фундаменталистской исламистской террористической организации ХАМАС и предотвращение ракетных обстрелов территории Израиля.

## Ход операции

### Бомбардировки сектора Газа

#### 27—28 декабря
В субботу 27 декабря в 11 часов 30 минут местного времени ВВС Израиля был нанесён первый удар по инфраструктуре Хамас в секторе Газа. В воздушном ударе участвовало более 50 истребителей-бомбардировщиков F-16 и боевых вертолётов AH-64. Через полчаса последовал второй налёт с участием 60 самолётов и вертолётов. Всего в первый день операции было атаковано в секторе Газа более 170 целей.
Атака Израиля застала Хамас практически врасплох. Эффект неожиданности был достигнут благодаря целенаправленной кампании дезинформации, успешно проведённой израильским правительством и военными. Потеряв бдительность, руководство Хамаса вышло из подполья и вернулось к обычному образу жизни. В результате, в субботу днём в зданиях и тренировочных лагерях хамасовских боевиков, которые подверглись бомбёжке, было многолюдно.
К ночи на 28 декабря танки ЦАХАЛ начали сосредоточение на границе сектора Газа, в то время как израильская авиация продолжала наносить авиаудары по объектам Хамас. В ходе налётов было уничтожено здание, в котором располагался телеканал «Аль Акса», принадлежащий Хамас, а также мечеть в Газе, использовавшаяся (по данным ЦАХАЛ) как склад боеприпасов. Кроме того, были атакованы ряд административных объектов города и тренировочных лагерей Хамас.
Глава Хамас Халед Машаль пообещал, что палестинцы ответят Израилю и предсказал, что арабо-израильский конфликт скоро закончится смертью «сионистского врага».
Правительство Израиля приняло решение о частичной мобилизации резервистов.
При попытке прорваться в Египет из сектора Газа боевики Хамас застрелили египетского офицера. Египет усилил охрану границы, но пропустил в Синай 30 раненых.
За 27—28 декабря по территории Израиля из сектора Газа было выпущено около 150 ракет и миномётных снарядов. В городе Нетивот при обстреле погиб 1 израильтянин, ещё 6 получили ранения.

#### 29 декабря
По сообщениям Хамас, в ночь на 29 декабря ВВС Израиля подвергли бомбардировкам в секторе Газа около 20 целей, в том числе Исламский университет Газы, здание министерства внутренних дел, 2 мечети и городскую больницу.
От взрывов нескольких арабских ракет в Ашкелоне погиб араб-израильтянин Хани эль-Махди, 16 человек получили ранения.
За день по территории Израиля из сектора Газа было выпущено более 70 ракет и миномётных снарядов. Основными мишенями боевиков Хамас были населённые пункты Ашдод (погибла одна женщина), Нахаль-Оз (погиб мужчина), Офаким и Ашкелон.

#### 30 декабря
В ночь на 30 декабря Израиль нанёс по сектору Газа около 40 авиаударов, в результате которых погибли 10 человек. Бомбардировке подверглись здания, в которых размещались службы безопасности движения Хамас, а также министерства обороны, иностранных дел и финансов, рабочий кабинет экс-премьера Исмаила Хании и комплекс Исламского университета Газы, где располагалась главная мастерская по сборке взрывных устройств.
Правительство Израиля приняло решение мобилизовать ещё 2 500 резервистов и отклонило предложение Франции о 48-часовом перемирии.:

«Над различными идеями и планами, которые сейчас циркулируют, ещё надо работать, прежде чем они могут быть приняты. Пока мы не видим ни одного плана, который бы удовлетворял нашим условиям».
— пресс-секретарь израильского МИД Игаль Пальмор
Весь день продолжались ракетные обстрелы территории Израиля. В результате попадания ракеты по израильской военной базе погиб израильский солдат — прапорщик Лутфи Насраладдин (38) из Далият аль-Кармель, внук бывшего депутата кнессета от партии Ликуд Амаля Насраладдина.
За день по территории Израиля из сектора Газа было выпущено 50 ракет «Кассам» и «Град».

#### 31 декабря
В ходе ночной атаки в районе Аль-Хауа в Газе в последние три дня были обстреляны здания министерств финансов, труда и строительства.
С начала операции и по 31 декабря включительно израильские самолёты выполнили более 500 боевых вылетов, вертолёты — более 700 вылетов.
За день из сектора Газа были обстреляны Беэр-Шева, Ашдод, Ашкелон, Кирьят-Малахи, Сдерот, Нетивот и другие населённые пункты.

#### 1 января
ВВС Израиля утром атаковали не менее 10 целей в секторе Газа, в том числе: здания министерства просвещения, и транспорта в Газе, а также дом боевика «бригад „Изз ад-Дин аль-Кассам“» и мастерскую по производству оружия в Рафахе. Днём ВВС Израиля атаковали 3 цели в секторе Газа. В ходе бомбардировок погиб Низар Райан, третье лицо в организации Хамас. Удар был нанесён по его дому в Джабалии. Палестинские СМИ сообщают, что при этой атаке также погибли 10 гражданских лиц, находившиеся в доме. Агентство Reuters сообщает о пяти погибших и 25 раненых.
За день по территории Израиля из сектора Газа было выпущено около 50 ракет, в том числе 7 — по Ашкелону, 9 — по району Эшколь, 10 — по району Сдот-Негев, 13 по району Шаар-Анегев и городу Сдерот, 5 — по Беэр-Шеве, 5 — по Ашдоду, 2 — по Офаким.
Министр иностранных дел Израиля Ципи Ливни вылетела в Париж для подготовки визита на Ближний Восток президента Франции Николя Саркози.

#### 2 января
Бомбардировке подверглись дома двух лидеров ХАМАС: Мухаммада Маатука в лагере беженцев Джебалия в северной части Газы и Имада Иакаля в центральной части Газы. Оба дома, по утверждению израильской стороны, служили также складом боеприпасов. При атаке никто не пострадал — жители были предупреждены заранее Израилем. В 11.30 был уничтожен дом Атафа Радуана, бывшего министра по делам заключённых в правительстве ХАМАС ВВС Израиля нанесли удар по дому Мухаммада Мадуна, который по информации NEWSru.com, несёт ответственность за ракетные обстрелы Израиля. В результате авиаудара два человека убиты, пятеро получили ранения, о судьбе самого Мадуна информации нет. Израильская авиация также нанесла удары по 15 гражданским объектам города, среди которых — мечеть, в которой, по утверждениям израильтян, был склад с оружием. На границе между Сектором Газа и Израилем продолжает скапливаться израильская бронетехника.
Израиль разрешил примерно 400 иностранным гражданам, проживающим в Газе, покинуть зону военных действий. Из этих граждан 180 — выходцы из России и стран СНГ. Предполагается, что за 2 января через КПП «Эрез» на границе с Израилем пройдут около 300 человек.
В секторе Газа состоялись похороны Низара Райана, высокопоставленного члена Хамас. Он был уничтожен накануне израильской авиацией в собственном доме. Вместе с ним погибли четыре его жены и девять детей.

#### 3 января
В ночь со 2 на 3 января было нанесено около 25 точечных авиаударов, в результате уничтожено два командира боевиков Хамас. По состоянию на 9 утра опубликовано имя одного из них — Захария Ад-Джамаль. Таким образом, началась вторая неделя операции.
Утром 3 января самолёты МЧС России Ил-62 и Як-42 доставили в Москву 178 граждан стран СНГ, эвакуированных из зоны конфликта.

### Сухопутная операция

#### 3 января
3 января в 18:31 (UTC) Израиль начал вторую (наземную) фазу операции «Литой свинец». Ей сопутствовал артобстрел северной части Газы, откуда, боевики Хамас вели ракетные обстрелы израильских городов. Бронетанковые подразделения ЦАХАЛ начали продвижение в северной и восточной части сектора Газа; при поддержке боевых вертолётов израильтяне двинулись к Бейт-Лахии. Бои развернулись в восточных пригородах Газы и в районе города Бейт-Ханун.
Кабинет по вопросам безопасности принял решение о проведении наземной операции накануне, в пятницу, 2 января. Был объявлен срочный призыв около тысячи резервистов боевых подразделений разведки, ВМФ, а также службы тыла по срочной повестке — «цав шмоне».

#### 4 января
В ночь с 3 на 4 января катера ВМС Израиля высадили в районе Рафаха десант. За ночь израильские войска дошли от восточной границы сектора Газа до побережья Средиземного моря, тем самым разделив анклав пополам. К 10 часам утра сектор был «разрезан» израильской армией на три части: севернее города Газа в направлении Бейт Ханун — Карни-Нецарим и южнее — в районе Хан-Юнис.

«Обсудив ситуацию с начальником штаба и другими армейскими руководителями, мы пришли к выводу, что нет другой альтернативы наземной операции в Газе. Силы армии обороны Израиля вошли в Газу, чтобы разрушить инфраструктуру вооруженных группировок ХАМАС»
— премьер-министр Израиля Эхуд Ольмерт
Наступление развивалось по пяти направлениям: окрестности городов Бейт-Ханун, Бейт-Лахия и Джебалия, в приграничном городе Рафахе, в южных и восточных предместьях Газы.
Общее число погибших в ходе операции превысило 500 человек, около сотни из них — гражданские лица. По данным палестинских властей, за последние сутки в секторе Газа погибли более 30 мирных жителей. С израильской стороны, по официальным данным, один солдат погиб, и более 20 получили ранения.
По состоянию на 15:44 по Израилю было выпущено 44 ракеты и миномётных снаряда. Весь периметр сектора Газа объявлен закрытой военной зоной. Израильские города и посёлки в радиусе 40 километров от анклава переведены на особое положение.

#### 5 января
По сообщению газеты «Едиот Ахронот», армия приступила к зачистке сектора Газа. Согласно сообщениям пресс-службы ЦАХАЛ за период наземной операции в Газе израильская армия потеряла убитым одного военнослужащего, 53 солдата и офицера были ранены, из них 4 — тяжело.
По неофициальным данным в двух больницах находятся 59 израильских солдат. Из них 5 человек находятся в тяжёлом состоянии, 5 получили ранения средней тяжести, остальные имеют лёгкие осколочные ранения. За три дня наземного вторжения в секторе Газа были убиты 109 человек.
Премьер-министр Израиля заявил, что Израиль намерен вести войну до победного конца.

«Мы не ожидаем, что мир разделит с нами эту войну. Это наша ответственность, как израильского правительства. Но нам понадобится понимание, поддержка и время от международного сообщества»— министр иностранных дел Израиля Ципи Ливни
Министр обороны Израиля Эхуд Барак сообщил: «столица Хамастана» — Газа частично окружена.
Израиль отказался от посредничества России в конфликте с ХАМАС, предложенного спецпредставителем президента РФ на Ближнем Востоке, заместителем главы МИД России Александром Салтановым. По заявлению министра иностранных дел Израиля Ципи Ливни «Мы серьёзны в наших намерениях нанести удар по ХАМАС и не собираемся давать им легитимацию и передавать им послания. Нам нечего с ними обсуждать»
Были озвучены принципиальные пункты мирной инициативы США, которую они пытаются согласовать также с Египтом и Иорданией:
- Незамедлительное прекращение огня. Полное прекращение обстрелов территории Западного Негева и любых террористических акций против Израиля взамен на прекращение бомбардировок Газы и отвод наземных частей ЦАХАЛ с территории анклава.
- Полное прекращение поставок оружия, ракет и взрывчатых веществ на территорию Газы.
- Международные военные подразделения и наблюдатели ООН с египетской стороны границы и на КПП Рафиах.
- Открытие всех КПП на границе с сектором Газа для доставки гуманитарных грузов, КПП Рафиах на границе с Египтом будет открыт на постоянной основе.
- Усиление власти президента ПА Махмуда Аббаса на территории сектора Газа, собственный представитель президента ПА на КПП Рафиах.

На израильской территории, неподалёку от границы с Газой был сооружён лагерь для задержанных боевиков. Поскольку согласно международному праву они являются «бойцами незаконных вооруженных формирований», они не попадают под действие женевской конвенции о военнопленных. «Подразделение 504» — следователи израильской военной разведки АМАН начали допросы задержанных.
За день было нанесены удары по 40 объектам инфраструктуры ХАМАСа, в том числе по 50 тоннелям между Газой и Египтом. В сектор было пропущено 80 грузовиков с гуманитарной помощью.
По сообщениям Минздрава Газы, в этот день погибли почти 40 мирных жителей, больше половины из которых составляют женщины и дети. При попадании артиллерийских снарядов и авиационных бомб в жилые дома гибнут целые семьи.
Вечером 5 января 2009 года в Тель-Авив прибыл глава Еврокомиссии Хавьер Солана. Кроме Соланы урегулированием конфликта занимается делегация Евросоюза в составе глав внешнеполитических ведомств Чехии, Франции и Швеции. В Каир, который становится в эти дни центром переговорного процесса, прибыл также президент Франции Николя Саркози. Кроме этого на переговоры с Хосни Мубараком прибыла делегация Хамас.

#### 6 января
В бою на севере сектора Газа произошёл инцидент «дружественного огня» — израильский танк выпустил снаряд по позициям военнослужащих ЦАХАЛ, в результате чего 3 солдата погибли и 24 получили ранения. Один из пострадавших находится в критическом состоянии, трое ранены тяжело. В инциденте получил лёгкие ранения командир бригады «Голани» полковник Ави Пелед. Четвёртый израильский солдат погиб в результате ещё одного подобного инцидента.
В ходе одного из боёв погиб 1 израильский солдат и 4 были легко ранены.
В ходе боевых действий арабы широко используют террористов-смертников, мины-ловушки и засады.
Арабская террористическая организация «Комитеты народного сопротивления» объявила, что не потерпит присутствия иностранного миротворческого контингента в секторе Газа.
В ходе боевых действий в Газе танковый снаряд разорвался рядом со школой ООН. В результате погибли несколько десятков человек, в том числе и дети. По официальному заявлению ЦАХАЛа, среди погибших были двое командиров ракетных расчётов ХАМАС. Пресс-служба израильской армии сообщила, что в школе находился склад боеприпасов, а рядом со школой находилась огневая точка. В качестве доказательства, была представлена видеосъёмка. По данным Reuters, с ссылкой на медицинские источники в местных госпиталях, все погибшие являются мирными жителями. А по данным агентства Associated Press со ссылкой на палестинские источники в школе находились и были убиты Имад Абу Аскар и Хассан Абу Аскар — боевики Хамас.
ООН освободила Израиль от обвинения в стрельбе по мирным гражданам, искавшим убежища в школе ООН. ХАМАС инсценировал поражение десятков мирных жителей, представив трупы погибших в других обстоятельствах, как жертв «израильского варварства».
За день по территории Израиля было выпущено 35 ракет.
По информации NEWSru.com со ссылкой на ООН, как минимум 3/4 погибших в Газе за все время операции — боевики, остальные — мирные жители.

#### 7 января
В ночь на 7 января израильские ВВС нанесли удары по 40 целям на территории сектора Газа, были взорваны более 10 туннелей.
ЦАХАЛ объявил о прекращении огня в Газе с 13:00 до 16:00 в гуманитарных целях. В течение трёх часов боевые действия были приостановлены. Боевые подразделения оставались на своих местах, реагируя в случае необходимости. Сразу после 16:00 Хамас возобновил обстрел Израиля.
В то же время происходит нарушение международных конвенций о защите мирного населения. Израильские военные препятствует оказанию помощи мирному населению по заявлению Международного красного креста.
Заместитель главы политбюро террористической группировки ХАМАС в Дамаске Муса Абу Марзук заявил, что руководство организации изучает франко-египетскую мирную инициативу, однако идея постоянного перемирия с Израилем представляется им неприемлемой. Он добавил, что палестинцы имеют право на вооружённое сопротивление и отказываться от него не намерены.
Тем временем израильское правительство также в целом отклонило франко-египетское предложение о прекращении огня. Израиль подчеркнул, что согласен прекратить огонь лишь после прекращения террора и обязательства со стороны Египта о пресечении контрабанды оружия в сектор Газа. В частности Израиль отверг намёк египетского президента об участии ХАМАСа в переговорах после перемирия и пункт о возобновлении работы КПП на границе с Газой.

#### 8 января
Утро 8 января началось с обстрела реактивными снарядами типа «Град» города Нагария на севере Израиля. 4 ракеты были запущены с территории Ливана. Во время обстрела одна из ракет попала в хостель для пенсионеров, в результате была легко ранена одна пожилая женщина, несколько человек получили шок. Руководство Службы тыла рекомендует населению находиться вблизи бомбоубежищ. Ни одна организация не взяла на себя ответственность за обстрел севера Израиля. ЦАХАЛ открыл ответный артиллерийский огонь по пусковым установкам противника.
Официально ответственность за ракетный обстрел Нагарии взяла на себя действующая в Ливане палестинская террористическая организация «Генеральный штаб Народного фронта освобождения Палестины».
С 13:00 до 16:00 ЦАХАЛ снова объявил трёхчасовое прекращение огня для обеспечения гуманитарных поставок в сектор Газа..
Хамас продолжал обстреливать ракетами и миномётными снарядами территорию Израиля не обращая внимания на прекращение огня.
За 8 января в Газе погибли три военнослужащих ЦАХАЛ, двое из них — офицеры. Всего же с начала операции «Литой свинец» было убито десять солдат израильской армии.
8 января Агентство ООН по оказанию помощи палестинским беженцам (UNRWA) заявило по приостановлении своей деятельности в секторе Газа в связи с участившимися случаями «враждебных действий». Из заявления представителя UNRWA следовало, что главные претензии предъявляются Израилю в связи с гибелью одного из водителей грузовика миссии ООН. Остаётся, однако, неясным, погиб ли он от огня ЦАХАЛа или причиной его смерти был снайпер ХАМАС.
Гражданка Украины и её 2-летний ребёнок погибли во время обстрела в Газе.
Венесуэла изгнала посла Израиля. Уго Чавес раскритиковал действия Израиля в секторе Газа, назвав их геноцидом, а министр иностранных дел выразил солидарность с палестинцами в мечети Каракаса. В ответ Израиль планирует выслать венесуэльский дипкорпус.

#### 9 января
В ходе ночных боёв в районе Зейтун военнослужащие ЦАХАЛа уничтожили видного деятеля боевого крыла ХАМАСа Асада аль-Джамалу. Ещё двое боевиков «Исламского джихада» уничтожены авиаударом в районе Хан-Юниса.
Совет безопасности ООН принял на открытом заседании резолюцию с требованием о прекращении огня в секторе Газа.
Реакция Израиля на резолюцию Совбеза ООН: «Израиль не считает себя связанным резолюцией Совета Безопасности ООН с требованием о прекращении огня в секторе Газа и будет руководствоваться, в первую очередь, собственными интересами.»

«Израиль действовал, действует и будет действовать исходя исключительно из своей оценки ситуации, заботы о безопасности своих граждан и своего права на самооборону.»
— Ципи Ливни — министр иностранных дел Израиля.
Руководство ООН приняло решение о возобновлении гуманитарной деятельности в секторе Газа, после получения от Израиля гарантий безопасности для сотрудников ООН. Об этом заявила на брифинге официальный представитель генсека ООН Мишель Монтас.
Агентство «Франс Пресс», со ссылкой на заявление Управления ООН по координации гуманитарных вопросов (OCHA), сообщило о том, что израильская армия обстреляла здание, куда были предварительно эвакуированы 110 арабов. Согласно сообщению, в результате обстрела погибли 30 человек. В то же время, медицинский центр «Шифа» в Газе опроверг это заявление. По их словам, прибыв на место, где, якобы, произошла трагедия, палестинские медики погибших там не обнаружили.
Газа на грани гуманитарной катастрофы, 1 млн чел. в секторе Газа остаются без электричества, воды и каких либо средств к существованию. Хотя с момента начала операции в сектор уже переправлено 585 трейлеров с грузами первой необходимости, простые жители Газы практически не видят гуманитарной помощи — провизия, медикаменты и прочие припасы по большей части достаются боевикам. Также, Израиль обвиняет ХАМАС в нарушении 3-х часового моратория на ведение огня и использовании этого перемирия в своих интересах.
Ливанское правительство категорически осудило действия боевиков, осуществивших ракетный обстрел Израиля в четверг 8 января, поскольку это даёт Израилю предлог к началу боевых действий в отношении Ливана. Министр пропаганды Тарик аль-Митри заявил, что армия Ливана начала расследование инцидента и поиск виновных. По подозрению в причастности к обстрелу в Ливане уже задержаны 7 человек, активистов ХАМАС.
ХАМАС подверг миномётному обстрелу автоколонну из 50 грузовиков с гуманитарной помощью — в тот момент, когда машины следовали в сектор Газа через КПП «Керем-Шалом».
За день (на 17:00) из сектора Газа по территории Израиля выпущено около 40 ракет. По району Негева — 17 ракет, а по району Лахиш — 3 ракеты. В результате обстрелов легко ранен один человек.
Радио «Свобода» передало, что глава ведомства ООН по правам человека Нави Пилай призвала провести независимое расследование нарушений международных гуманитарных законов в секторе Газа. В Женеве на специальном заседании Совета по правам человека, посвящённом ситуации в Газе, Пилай назвала число жертв израильских авиаударов недопустимым.

#### 10 января
По сообщению местных медиков, израильский танк обстрелял в субботу восточную окраину города Джебалия на севере сектора Газа, убив восемь палестинцев. Погибшие — члены одной семьи.
Трое руководителей ХАМАС — Джамаль Абу Хашем, Айман Таха и глава фракции ХАМАС в палестинском парламенте Салах Бардавил были переправлены ночью на египетскую сторону границы и выехали в Каир для консультации по переговорам о прекращении огня. Израиль дал добро на переправку делегации в Эль-Ариш после того как через египетских посредников ХАМАС из Газы сообщил о своей готовности к переговорам без предварительных условий.
В течение дня по Израилю было запущено 22 ракеты. За время операции «Литой свинец» по Израилю выпущено 478 ракет всех разновидностей и 122 миномётных заряда. 345 ракет взорвались на незаселённой местности, 115 — в городской зоне, 18 угодили прямиком в здания.
В секторе Газа ликвидирован высокопоставленный деятель ХАМАС Эмир Манси, которого называли «инженером» — подобно «инженеру» Яхие Аяшу, ликвидированному в своё время израильскими спецслужбами.
Ликвидирован Асад аль-Джамалла — командующий силами ХАМАС района Зейтун. Аль-Джамалла был в руководстве ХАМАСа одним из ответственных за производство ракет, боеголовок и взрывных устройств.
Операция «Литой свинец» вступает в третью стадию с участием воинов-резервистов Армии обороны Израиля.
В послеобеденные часы боевые вертолёты ЦАХАЛ сбросили на город Газа десятки тысяч составленных на арабском языке листовок. Согласно сообщениям палестинских источников, в них сказано, что «ЦАХАЛ приступает к новой стадии борьбы с террором».
Глава Палестинской автономии Махмуд Аббас заявил на пресс-конференции в Каире, что «в Газе необходимо международное присутствие». Аббас указывает, что целью подобной акции станет защита палестинского населения, а не предотвращение контрабанды оружия из Египта, как того требует Израиль.

#### 11 января
Палестинские источники сообщают, что в столкновениях с ЦАХАЛом в окрестностях Газы были убиты 10 боевиков. Значительные силы Армии обороны Израиля ведут активное наступление на подступах к городу.
Во время встречи с президентом Израиля Шимоном Пересом немецкий министр иностранных дел Франк Вальтер Штеймеер одобрил действия израильского руководства в проведении операции «Литой свинец». Он подчеркнул, что Израиль «обладает неоспоримым правом защищать своих граждан от ракетных обстрелов».

«В мире нет страны, которая будет терпеть обстрелы своих территорий. У Израиля есть право жить в безопасности.»
— Франк Вальтер Штеймеер — министр иностранных дел Германии.
Обстрелы Израиля из сектора Газа продолжились в течение всего дня, но обошлось без жертв.

#### 12 января
Министерство обороны Израиля распорядилось установить вебкамеры на КПП Керем ха-Шалом, через который в Газу ведётся поставка гуманитарных грузов, для того, чтобы позволить желающим наблюдение за работой КПП. С начала операции через этот КПП в Газу прошло более 1000 грузовиков с продовольствием и товарами первой необходимости.
Во время ежедневного трёхчасового перерыва в боевых действиях, который ЦАХАЛ в гуманитарных целях предоставляет гражданскому населению, ХАМАС продолжал массированный обстрел территории Израиля.
В течение дня в Газу были введены дополнительные подразделения резервистов. ЦАХАЛ продолжил медленное поступательное продвижение вглубь города и окружающих его крупных пригородов.
Солдаты бригад «Голани» и «Гивати», ведя перестрелки с боевиками ХАМАС, очистили от боевиков некоторые районы города. Уцелевшие боевики отступили вглубь жилых кварталов. В жилых домах были обнаружены склады боеприпасов.
В одном из инцидентов ЦАХАЛ открыл огонь по мечети, с минарета которой по солдатам велась прицельная стрельба.
Палестинские источники сообщили об упорных боях на южных и восточных окраинах города Газа, в кварталах Шейх Аджлин, эль-Хава, Зейтун и Эль-Туфа. Также происходили вооружённые столкновения на севере анклава — в Бейт-Лахии и Джебалии, а также на юге — в районе Хан-Юнис.

#### 13 января
Арабские источники в секторе Газа передают о большом числе израильских танков, движущихся в пригородах Газы. Отмечается, что впервые с начала наземной фазы операции «Литой свинец» танки действуют в этом районе. По свидетельствам очевидцев, в квартале Тель-Ава происходит перестрелка между солдатами и боевиками ХАМАСа.
Крупные силы ЦАХАЛа действуют также в квартале Сабра, населённом преимущественно сторонниками ХАМАСа. Оттуда также доносятся звуки выстрелов и несколько высотных зданий объяты огнём.
Пресс-служба ЦАХАЛа сообщает, что антитеррористическая операция продолжается.
В ходе операции ЦАХАЛа в секторе Газа в ночь на 13 января были ранены четверо израильских военнослужащих.
Пресс-служба ЦАХАЛа сообщила, c 09:00 до 12:00 было предпринято очередное трёхчасовое гуманитарное прекращение огня. Это время отводится на то, чтобы жители сектора Газа могли запастись водой, продовольствием и другими жизненно необходимыми товарами. Порядка 100 грузовиков с гуманитарной помощью были пропущены в сектор через КПП Керем-Шалом.
В это время, ХАМАС продолжал обстрел ракетами территории Израиля.
Глава Международного комитета Красного Креста (МККК) Якоб Келленбергер прибыл в сектор Газа в рамках трёхдневного визита в Израиль и на палестинские территории. Информацию об этом распространило вверенное ему ведомство. Келленбергер, планирует провести переговоры с высокопоставленными израильскими и палестинскими официальными лицами, посетить больницу «Шифа», расположенную в секторе, где по данным израильской разведки, в подвальных помещениях укрываются руководители ХАМАСа, понимая, что Израиль не станет бомбить медицинские учреждения.
По свидетельству обозревателей по арабским вопросам, международный арабский телеканал «Аль-Джазира» передаёт недостоверные и непроверенные сведения о событиях в секторе Газа. Все эти сведения, по многим признакам, поступают исключительно из агитационных источников ХАМАСа и выдаются за свидетельства очевидцев. В частности, это сообщения о военных успехах ХАМАСа — подбитых израильских танках и вертолётах, которые впоследствии не подтверждаются, а также сообщения о жертвах и разрушениях, которые тоже передаются без проверки и без достоверных свидетельств, и зачастую опровергаются независимыми источниками. Международные обозреватели отмечают, что подобное отношение к собственным передачам может в дальнейшем поставить под сомнение достоверность канала «Аль-Джазира» как беспристрастного и добросовестного источника информации.
Израильское Управление тюрем (ШАБАС) готовится к приёму большой партии боевиков ХАМАСа, захваченных в ходе операции «Литой свинец». Об этом сообщил министр внутренней безопасности Ави Дихтер в ходе инспекционной поездки по исправительным заведениям.
На сегодняшний день речь идёт о нескольких сотнях пленных, воевавших против ЦАХАЛа с оружием в руках. Около сотни арабов, задержанных в первые дни операции, было отпущено по домам. Однако число взятых в плен боевиков растёт с каждым днём, и вскоре может перевалить через тысячу.
Террористы-смертники в израильской военной форме пытались просочиться в ряды воинов ЦАХАЛа, чтобы взорваться в гуще солдат. Об этом членам парламентской комиссии по иностранным делам и обороне сообщил сегодня начальник Генштаба генерал-лейтенант Габи Ашкенази. По его словам, за 18 дней антитеррористической операции ВВС ЦАХАЛа совершили 2300 боевых вылетов, в ходе которых были уничтожены 1114 объектов террористов и 26 административных зданий, являющихся символами режима ХАМАСа.

#### 14 января
Семеро военнослужащих ЦАХАЛа были ранены в ходе боевой операции на севере сектора Газа.
В ходе перестрелки на окраине города Газа, палестинские боевики выпустили по израильским солдатам противотанковую ракету.
В результате один солдат был тяжело ранен, состояние ещё одного медики оценивают как средней тяжести, остальные пятеро были ранены легко.
Из Ливана по Кирьят-Шмоне и Верхней Галилее было выпущено 3 ракеты «Катюша». Обошлось без жертв и разрушений.
Командующий миротворческими силами ЮНИФИЛ генерал Клаудио Грациано призвал представителей командования армии Ливана и Армии обороны Израиля сохранять спокойствие и сдержаность.
Ответственный за внешние связи «Хизбаллы» Наваф Мусауи заявил, что на ливанском правительстве лежит ответственность выяснить, кто осуществил ракетные обстрелы Израиля с территории Ливана.
«Хизбалла», в передаче своего телеканала «Аль-Манар», отрицала свою причастность к обстрелам. Вместе с тем наблюдатели считают, что в руководстве «Хизбаллы» опасаются возможной жёсткой реакции со стороны Израиля.
Израильская авиация нанесла удары более чем по 80 целям в Газе, среди которых подземные туннели, склады с оружием и установки для запуска ракет — в том числе ВВС ЦАХАЛа уничтожили ракетную установку, с которой вёлся запуск ракет в сторону Беэр-Шевы.
Пехота ЦАХАЛа обнаружила сегодня в пригороде Газы склад с 20 ракетами. Как сообщает телеканал «Аль-Джазира», в данный момент израильская армия атакует цели на северо-востоке сектора Газа при помощи танков и артиллерии.
Гуманитарное перемирие вступило в силу в 13 часов и продлилось до 16 часов. Грузовики с гуманитарной помощью прошли через КПП Керем-Шалом.
Представитель армии сказал в интервью израильскому радио, что в секторе абсолютно нет гуманитарного кризиса, связанного с нехваткой продуктов питания или медикаментов, ибо доставка их в сектор не только не сократилась вследствие войны против ХАМАСа, но и удвоилась. Если, тем не менее, говорят о наличии кризиса, то он может быть лишь следствием того, что поступающая помощь разворовывается или конфискуется хамасовским руководством.
Отряд израильских десантников уничтожил на севере сектора Газа вооружённого боевика-камикадзе с поясом шахида на теле. Об этом сообщает агентство NRG. Инцидент произошёл в ходе прочёсывания местности на севере сектора. Военнослужащие заметили террориста издалека и открыли по нему огонь на поражение. Террорист взорвался вдалеке от солдат, пострадавших на израильской стороне не было.
Палестинский посол в России обвинил Израиль в использовании «белого фосфора» против гражданского населения Газы
Агентство АП сообщает из Женевы, что по утверждению Красного Креста, сам факт применения ЦАХАЛом фосфорных бомб в ходе операции в секторе Газа не является противозаконным.
Применение фосфорных бомб для освещения и создания дымовой завесы вполне легитимно, а оснований для обвинений Израиля в применении фосфора для сжигания домов с сознательным риском для человеческих жизней пока нет. Одновременно, пресс-служба ЦАХАЛа подтвердила, что армия применяет фосфор в полном соответствии с международным законом, строго соблюдая нормы военных действий.
Глава МККК Джейкоб Калленбергер посетил сектор Газа, после чего подтвердил, что больница «Аль-Шифа» в городе Газа работает исправно, при этом он считает необходимым постройку ещё одного здания для больницы. Хотя и наблюдается некоторая нехватка медикаментов и медперсонала ввиду наплыва раненых.
Поступило сообщение о ещё девяти израильских солдатах, получивших ранения в ходе дневных и вечерних боев. У одного из них ранение средней тяжести, остальные восемь ранены легко.
ХАМАС согласился на египетскую инициативу по прекращению огня. Об этом сообщает телекомпания «Аль-Арабия» со ссылкой на источники в ХАМАСе.
Отмечается, что в рамках достигнутого соглашения, ХАМАС согласился на прекращение огня, в ответ на которое, ЦАХАЛ также выведет военнослужащих из сектора. Сразу после этого будет объявлено длительное перемирие («худна»). Помимо этого ХАМАС согласился на возобновление контроля над КПП между Газой и Египтом, в рамках соглашения от 2005 года, подписанного Израилем, Египтом и Палестинской автономией.
Официальной реакции от Израиля не поступало.
Одновременно, та же «Аль-Арабия» сообщает: ХАМАС никогда не согласится на блокирование туннелей, через которые поступает оружие и боеприпасы из Египта в Газу. При этом цитируется Рафэт Насиф, один из боевиков ХАМАСа в секторе Газа: «Мы отвергаем любое соглашение, предусматривающее прекращение сопротивление оккупации. До тех пор пока есть оккупация — будет сопротивление». Такие разноречивые сообщения свидетельствуют о серьёзных разногласиях в руководстве ХАМАСа.

#### 15 января
За ночные и утренние часы ВВС ЦАХАЛа нанесли удары по 70 объектам террора на территории сектора Газа.
Пресс-служба ЦАХАЛа сообщает, что в ходе ночных боёв в северной части сектора Газа 11 военнослужащих ЦАХАЛа были легко ранены.
Медицинские источники в секторе Газа передают, что в результате атак израильской армии минувшей ночью, семеро арабов убиты. Источники утверждают, что четверо вооружённых боевиков были уничтожены в южной части сектора и ещё трое — в городе Газа.
Военнослужащие ЦАХАЛа усиливают натиск на Газу и приближаются к центру города. Об этом сообщают палестинские источники со ссылкой на свидетельства жителей города.
Один из жителей сообщил, что танки ЦАХАЛа находятся на расстоянии нескольких улиц от Исламского университета, считающегося пристанищем ХАМАСа. Также он сообщил, что солдаты приближаются к Омар аль-Мухтар — главной улице города Газа.
Некоторые уверены, что начался третий этап операции «Литой свинец», несмотря на то, что о нём не было объявлено.
ВВС Израиля уничтожили пятерых террористов ХАМАСа на юге города Газа. Об этом сообщает ИА Walla, со ссылкой на палестинские источники.
Среди уничтоженных террористов — личные телохранители одного из руководителей ХАМАСа Махмуда аз-Захара. Источники в ЦАХАЛе подтвердили данную информацию, сообщив, что была осуществлена атака с воздуха на дом аз-Захара и замечено попадание в боевиков. 
 Махмуд Аз-Захар — второй номер в иерархии ХАМАСа в секторе Газа напрямую обратился к боевикам, призвав их усилить ракетные обстрелы израильских городов. По его словам, «еврейская кровь должна литься реками, чтобы в ней утонуло сионистское образование».
В ходе телеобращения Аз-Захар призвал народ Палестины набраться терпения и мужественно переносить атаки ЦАХАЛа. «Ждите победы, она вскоре наступит», — заявил Махмуд Аз-Захар. 

Вместе с тем, по информации Десятого телеканала, Аз-Захар выглядел уставшим, говорил неубедительно, слабым голосом и читал текст по бумажке.
ВВС ЦАХАЛа усиливают бомбёжки города Газа. По сообщениям палестинских источников ЦАХАЛ нанёс удар по зданию, в котором расположена штаб-квартира ООН в секторе Газа. Три человека получили ранения.
Генеральный секретарь ООН Пан Ги Мун призвал Израиль провести переговоры относительно возможного прекращения огня между Израилем и ХАМАСом, а также выразил «решительный протест и возмущение» в связи с сообщениями об израильском обстреле офисов ООН в секторе.
Пан Ги Мун потребовал провести расследование инцидента и добавил, что министр обороны Израиля в беседе с ним назвал инцидент «серьезной ошибкой».
ЦАХАЛ в свою очередь сообщает, что реагировал на перекрёстный огонь и проводит дополнительное расследование.
После обстрела израильскими танками штаб-квартиры Агентства по оказанию помощи палестинским беженцам при ООН (UNRWA) оттуда было эвакуировано до 700 человек. Три человека получили ранения. ЦАХАЛ заявляет, что из учреждений UNRWA вёлся огонь, в том числе из ручных противотанковых гранатомётов, по военнослужащим ЦАХАЛа.
Тушить пожар в здании агентства УНРА, пострадавшем от снарядов ЦАХАЛа, направлены пять израильских пожарных машин, которые будут работать совместно с палестинскими экстренными службами. Израильские пожарные въехали в сектор Газа через КПП Эрез.
Больница «Аль-Кудс» в городе Газа была охвачена пламенем в результате боевых действий между израильскими силами обороны и боевиками ХАМАСа.
Ещё один удар пришёлся на высотное здание, в котором располагался ряд международных СМИ, в результате которого был ранен журналист телекомпании Абу-Даби.
Сети электроснабжения в секторе Газа функционируют на 74 % своей мощности, по сравнению с 40 % в начале операции «Литой свинец» двадцать дней назад.
Представитель ЦАХАЛа Петер Лернер заявил, что состояние электросетей сектора является «прямым следствием координации между ЦАХАЛом, палестинского энергетического управления и Международного комитета Красного Креста».
Телеканал «Аль-Джазира» сообщает, что танки ЦАХАЛа вплотную подошли к дому одного из лидеров террористов ХАМАСа Махмуда аз-Захара, возглавлявшего до переворота в Газе палестинский МИД.
Согласно имеющейся информации, войска израильской армии расположились в нескольких метрах от дома боевика.
Медикаменты и продовольствие продолжают поступать в Сектор Газа через КПП Карней Шалом.
Группа из 120 офицеров ЦАХАЛа помогает палестинцам, работникам агентства по помощи палестинским беженцам (UNRWA) и Красному Кресту распределять гуманитарную помощь, поступающую в Газу.
«Палестинский исламский джихад» выдвинул ряд своих условий и замечаний относительно инициативы Каира по прекращению огня, заявил сегодня генсек «Исламского Джихада» Абдалла Рамадан.
«Пока мы не получили от Египта удовлетворительного ответа на свои замечания, — добавил он. — Мы требуем немедленного ухода армии сионистского врага из сектора Газа».
К 17:00 по территории Израиля из сектораГаза были выпущены 25 ракет. Три ракеты подряд были выпущены сегодня перед вечером по Беэр-Шеве.
Одна из них взорвалась в центре города рядом с едущим автомобилем, в котором находились 4 человека. Сидевшая в автомобиле женщина ранена. Доставлены в больницу «Сорока» в состоянии средней степени тяжести и трое попутчиков женщины.
Ещё один «град» взорвался в одном из жилых кварталов города. Четыре человека получили ранения, один из них — в тяжёлом состоянии.
В целом восемь человек получили осколочные ранения и контузии. Десятки горожан в состоянии нервного шока поступили в приёмное отделение больницы «Сорока».
Министр внутренних дел ХАМАСа Саид Сиам был убит вместе со своим братом и ещё одним активистом группировки в результате удара ВВС Израиля по его дому в Джабалии, окрестностях города Газа.
Сиам был лидером политического эшелона ХАМАСа и находился в постоянной связи с его боевым крылом. Он также нёс ответственность за функционирование структур безопасности в Газе, в том числе полицейские и военно-морские силы.
Сиам считался одним из наиболее радикально настроенных активистов группировки и человеком, находящимся в прекрасных отношениях с руководством ХАМАСа в Дамаске.
Салах Абу Шрах, руководитель Общей службы безопасности ХАМАСа также был убит в ходе воздушной атаки.
«Израиль окончательно проиграл эту битву», — заявил лидер ХАМАСа Халед Машаль после сообщений о ликвидации силами ВВС Израиля Саида Сиам, главы МВД ХАМАСа. Согласно словам Машаля, ликвидация Сиама — свидетельство того, что «смелость Израиля дрогнула, и сионистский враг понял, что не сможет справиться с палестинским сопротивлением в секторе Газа».
«У Израиля больше жертв, чем у ХАМАСа. Мы отомстим за гибель нашего соратника», — добавил Машаль.
Амос Гилад, начальник военно-политического управления министерства обороны Израиля, вернулся из Каира, где обсуждался египетский план по прекращению огня.

#### 16 января
Порядка 20 палестинцев погибли в результате трёх авиаударов по сектору Газа.
В лагере беженцев «Аль-Бурейдж» погибла женщина с пятью детьми, сообщают палестинские источники. Четверо убиты в городе Джебалия.
Общее число погибших за сегодняшний день, по данным палестинского минздрава, составляет около 60 человек с учётом тел, которые были найдены при разборе руин, оставшихся с прежних бомбёжек.
ЦАХАЛ нанёс удар по отряду боевиков в секторе Газа, ранее открывшим миномётный огонь в направлении поселений Западного Негева.
ВВС ЦАХАЛа нанесли удары по 25 целям ХАМАСа в секторе. По данным армейской пресс-службы, действия авиации были направлены на ликвидацию ракетных расчётов террористов, их пусковых устновок, подземных туннелей и складов оружия.
Трое палестинцев, получивших ранения в результате боевых действий на территории сектора, эвакуированы в израильские больницы. Пострадавших — двух женщин и одного мужчину, получивших тяжёлые ранения, переправили через КПП «Эрез» в клинику «Барзилай» в Ашкелоне и в «Тель ха-Шомер» в Тель-Авиве.
Генерал Амос Гилад вернулся в Иерусалим из Египта, где он провёл встречу с шефом разведки генералом Омаром Сулейманом. Обсуждались египетские инициативные предложения по прекращению операции в Газе.
Глава политбюро ХАМАСа Халед Машаль заявил, что «исламское движение сопротивления» отказывается от мира на израильских условиях.
Машаль выступал на конференции ЛАГ в Катаре. Президент Сирии Башар Асад, выступая там же, призвал Египет и Иорданию разорвать отношения с Израилем. Он подчеркнул: «Арабская мирная инициатива (имеется в виду так называемая „саудовская инициатива“) — умерла».
Поступающие сообщения противоречивы. Газета Arab Al-Sharq al-Awsat: ХАМАС заявил о готовности прекратить боевые действия против Израиля начиная с 17 января.
ХАМАС выдвигает несколько условий, при которых он может пойти на прекращение огня. 
 Израильская армия должна начать вывод своих подразделений из Газы завтра и закончить через неделю. 

ХАМАС готов к установлению перемирия сроком на год, с возможностью продления. 

ХАМАС согласен на то, что контрольно-пропускные пункты Газы будут открыты, под контролем египетских инспекторов, с участием турок и европейцев. 

ХАМАС согласен на то, чтобы на терминал Рафиах на границе Газы и Египта были введены силы безопасности Палестинской автономии Махмуда Аббаса, вместе с европейскими инспекторами. 

ХАМАС согласен на немедленное начало переговоров о восстановлении палестинского единства с представителями ФАТХа. 

Если данная информация соответствует действительности, это означает фактическую капитуляцию ХАМАСа.
После ликвидации министра внутренних дел ХАМАСа Саида Сиама представитель Политбюро ХАМАСа в Дамаске, Мухаммед Низаль, сказал: «Израиль не заинтересован в перемирии». «Азаддин Аль-Касам» угрожает страшной местью за ликвидацию Саида Сиама. «Мы отомстим за его кровь. Мы не будем заниматься пустыми разговорами, мы ответим делами».
Мухаммед Низаль сказал в интервью «Аль-Джезире»: «Израиль хочет преследовать наше руководство, он хочет уничтожить его любой ценой. Фракции продолжат оборонять сектор Газа».
Палестинские источники сообщают, что отряд «Бригад Аззаддин аль-Касама», боевого крыла ХАМАСа, проходивший подготовку в лагерях КСИР в Иране, почти полностью уничтожен.
Отряд, называемый в Газе «иранской ротой», уничтожен во время боёв в квартале Зейтун в Газе.
В «Иранскую роту» входило более 100 боевиков, часть которых проходили военную подготовку в Иране, а часть — в лагерях «Хизбаллы» в ливанской долине Бекаа, и там и там инструкторами были офицеры Корпуса стражей иранской революции.
В Газу они вернулись через туннели на границе с Египтом, а некоторые — в один из дней, когда Египет открыл КПП «Рафиах».
Пресс-служба ЦАХАЛа сообщила о ранении трёх солдат в секторе Газа.
Министр иностранных дел России выступил на брифинге в Москве. Он заявил, что Россия оказывает давление на руководство Сирии и Ирана с тем, чтобы они поддержали мирные инициативы Египта. Лавров деятельность египтян похвалил и сообщил: « Инициатива Египта представляется нам оптимальной, и мы считаем, что нужно бросить все силы на её поддержание. Выступать с новыми инициативами мы считаем контрпродуктивным. Именно в этом русле мы направляем соответствующие сигналы представителям ХАМАС и тем государствам, которые имеют влияние на ХАМАС, прежде всего Сирии и Ирану».
Наблюдатели отмечают, что ХАМАС использует для обстрелов «гуманитарное» перемирие, которое ежедневно объявляет ЦАХАЛ, позволяя жителям сектора Газа пополнить запасы продовольствия. Пользуясь отсутствием активных действий израильской армии в этот период, боевики ведут огонь по мирным гражданам Израиля. По территории Израиля из сектора Газа сегодня было выпущено более 20 ракет.
ЦАХАЛ усиливает группировку в районе ливанской границы. Разведка сообщает о возможной провокации «Хизбаллы» под занавес операции «Литой свинец».
В связи с данным предупреждением ВВС ЦАХАЛа совершают регулярные облёты пограничных территорий, внимательно наблюдая за обстановкой в Южном Ливане. При этом в командовании Северным военным округом располагают сведениями, что «Хизбалла» и ХАМАС координируют свои действия, которые в свою очередь согласовывают с Тегераном. По мнению военных, исключить возможности ракетных обстрелов невозможно, хотя в руководстве «Хизбаллы» тщательно демонстрируют незаинтересованность в эскалации конфликта.
Если же «Хизбалла» всё-таки решится нанести удар по Израилю, то огонь, как считают компетентные источники, будет открыт не по городам Галилеи, как несколько дней назад, а по глубокому тылу. Скорее всего, будет произведён один-два выстрела, за которыми может последовать ответный артиллерийский огонь, но не сухопутная операция.
Менее всего в конфликте с Израиле заинтересовано правительство Ливана, которое также опасается провокаций со стороны «Хизбаллы» или палестинских группировок, действующих на юге страны. По информации бейрутских СМИ, в район возможного запуска ракет направлены дополнительные подразделения национальной гвардии, которым получено максимально жёстко реагировать на любое нарушение резолюции № 1701 Совбеза ООН.
Военно-морские силы ЦАХАЛа уничтожили с начала операции «Литой свинец» 200 целей в секторе Газа, включая плавсредства ХАМАСа, штабы и базы террористов. Также обстрелами были ликвидированы десятки боевиков.
Об этом доложили командиры боевых расчётов и спецназа командующему Южным военным округом генерал-майору Йоаву Галанту в ходе его посещения базы ВМС в Ашдоде. Они также сообщили командующему о деталях операций и координации морских и сухопутных сил в Газе.
Галант, в прошлом боец элитного спецназа военно-морских сил Израиля («Шайетет 13»).
Зарубежные информационные агентства, ссылаться на публикации которых по вопросам политики израильская военная цензура не запрещает, публикуют сегодня вечером сотни сообщений, из которых явствует: антитеррористическая операция «Литой свинец» находится на заключительной стадии.
В частности, агентство Рейтер сообщает: по мере приближения инаугурации избранного президента США Барака Обамы в ближайший вторник Израиль наверняка свернёт все военные действия в секторе Газа.
Способствует этому и резко усилившееся давление на Израиль международной общественности, прежде всего генерального секретаря ООН Пан Ги Муна, заявившего в Рамалле, что «настал час подумать о прекращении огня в одностороннем порядке».
«Надеюсь, операция находится на завершающей стадии», — цитирует агентство Рейтер пресс-секретаря правительства Израиля Марка Регева.
Министр иностранных дел Израиля Ципи Ливни заявила в интервью агентству Ynet, что освобождение Гилада Шалита «остается одним из наших требований ХАМАСу». «Как министр в правительстве Израиля я несу ответственность за каждого солдата. Я не намерена вести переговоры с ХАМАСом ни по одному вопросу, кроме освобождения Гилада Шалита».

#### 17 января
В утренние и дневные часы территория Израиля продолжала обстреливаться из Газы миномётными и ракетными снарядами.
В 12:00 ЦАХАЛ объявил в секторе Газа «гуманитарную передышку» продолжительностью 3 часа.
За это время в сектор Газа через пограничные переходы войдут 66 грузовиков с гуманитарным грузом.
Всего за три недели, в течение которых в секторе Газа проводится антитеррористическая операция «Литой свинец», туда было пропущено
1300 грузовиков, доставивших 30 000 тонн гуманитарного груза — продуктов, медикаментов, горючего и т. д., сообщает государственная радиостанция «Голос Израиля».
Генеральная ассамблея ООН на экстренном заседании, состоявшемся в ночь на 17 января, приняла резолюцию с требованием немедленного прекращения огня в секторе Газа. Генассамблея, в состав которой входят 192 представителя, поддержала резолюцию подавляющим большинством голосов. За документ проголосовали 142 страны, против — 6, воздержались — 8.
Принятая резолюция содержит только требования к Израилю о немедленном прекращении огня в секторе, выводе армии с территории ПА, обеспечении беспрепятственной доставки гуманитарной помощи жителям сектора. Упоминания о ракетных обстрелах со стороны ХАМАСа в итоговом документе нет.
В течение минувшей ночи ВВС ЦАХАЛа атаковали до 50 целей на территории сектора, нанося точечные удары по расчётам боевиков, штабным зданиям и подземным тоннелям. Сухопутные войска и бронетехника сосредоточены в основном в северной и центральной частях сектора, а также в районе города Газа.
По сообщению пресс-службы ЦАХАЛа, в ходе ночных боёв один военнослужащих получил ранение средней степени тяжести.
За минувшие сутки, по информации палестинских источников, погиб 41 человек. Сообщается также о большом количестве раненых.
Десять боевиков было ликвидировано в Сааджии. ЦАХАЛ продолжает развивать наступление в районе Эль-Борейджа и Хан-Юнеса — там убито 6 палестинцев. Около 15 человек убиты в районе Тель аль-Хаува.
США и Израиль подписали двустороннее соглашение, предусматривающее проведение совместных мер, чтобы в будущем лишить ХАМАС возможности вновь вооружиться. Публикуется полный текст.
Министр иностранных дел Египта Ахмед Абу-Гейт заявил, что его страна не считает себя обязанной следовать соглашению, подписанному между Израилем и США. Иными словами Египет официально заявил об отказе способствовать предотвращению поставок оружия и боеприпасов в сектор Газа.
Соглашение, подписанное накануне в Вашингтоне между министром иностранных дел Ципи Ливни и госсекретарём США Кондолизой Райс, предусматривало серию международных мероприятий, направленных на предотвращение поставок оружия из Ирана в сектор Газа. Военные наблюдатели изначально высказывали сомнения в эффективности этого соглашения, так как оно предусматривает участие большого числа стран в обеспечении безопасности южных границ Израиля. Заявление министра иностранных дел Египта лишь подтверждает обоснованность этого скептицизма.
Правозащитные и гуманитарные организации обвинили Израиль в применении запрещённого оружия, в частности, фосфорных бомб. Представители еврейского государства, в свою очередь, заверяют, что не использовали при обстреле анклава такие боеприпасы. По их словам, все методы и вооружения, применяемые военными, соответствуют Женевской конвенции 1980 года.
Джон Гинг, Глава Агентства ООН по делам беженцев, говорит:
«После всех инцидентов, произошедших в ходе этого конфликта, после всех заверений и повторных заверений вот опять сегодня утром убиты двое маленьких детей, пяти и семи лет. Они вне всякого сомнения ни в чём не были виноваты. Но то, что они были невиновны, настолько же верно, как и то, что они сейчас мертвы».
С начала военной операции Израиля в секторе Газа погибли четверо сотрудников ООН. В минувший четверг под обстрел попала автоколонна ООН, доставлявшая гуманитарную помощь в Газу. Один водитель погиб, ещё один сотрудник ООН был ранен.
Правительство Израиля большинством голосов проголосовало за одностороннее прекращение огня в секторе Газа. Израиль объявил об одностороннем прекращении огня с 2 часов ночи 18 января.
Эгуд Ольмерт обратился к нации(полный текст)

#### 18 января
Израильские военные осуществили воздушный удар по ракетному расчёту террористов в северной части сектора Газа. Это первый случай после объявленного Израилем одностороннего перемирия, говорится в сообщении пресс-службы ЦАХАЛа.
«Ликвидирован ракетный расчет в Бейт-Хануне. Это была группа террористов, которые сегодня утром выпустили ракеты по Сдероту», говорится в пресс-релизе ЦАХАЛа.
Всего за утро 18 января на территории Израиля разорвались 7 ракет и 3 миномётных снаряда.
Радиостанция «Коль Исраэль» сообщила, со ссылкой на агентство Рейтер, что представитель ХАМАСа Айман Таха объявил о готовности ХАМАСа прекратить огонь. Это заявление последовало за совещанием ХАМАСа с другими террористическими группировками, которые присоединились к прекращению огня.
Замглавы политбюро ХАМАСа Абу-Марзук выступил в Дамаске с заявлением, сделанном, как он подчеркнул, на основании соглашения всех палестинских группировок.
Отмечается, что Израиль сообщил Египту о своём намерении в недельный срок после объявления одностороннего прекращения огня, в случае его соблюдения ХАМАСом, вывести ЦАХАЛ из сектора Газа.
Радикальная террористическая группировка «Исламский джихад» выразила согласие с декларацией ХАМАСа о немедленном прекращении огня в секторе Газа.
Экстренный международный саммит по ситуации в секторе Газа открылся в египетском курортном городе Шарм-эш-Шейхе под председательством президента Египта Хосни Мубарака и президента Франции Николя Саркози.
На приглашение египетского лидера откликнулись порядка десяти лидеров европейских государств, а также генсек ООН Пан Ги Мун, генсек Лиги арабских государств Амр Муса и король Иордании Абдалла Второй, сообщает спецкор РИА Новости.
Во встрече в верхах принимает участие и глава ПНА Махмуд Аббас (Абу-Мазен), который ранее провёл в Каире двусторонние переговоры с египетским лидером.
Главной темой заседания станет достижение прочного перемирия между палестинцами и израильтянами и вывод подразделений ЦАХАЛа из сектора Газа. Кроме того, участники встречи обсудят снятие блокады и открытие пограничных переходов сектора Газа, а также сбор средств для восстановления разрушенной инфраструктуры сектора.
Движение «Хамас» и другие палестинские группировки объявили о прекращении огня, дав израильским вооружённым силам одну неделю на то, чтобы покинуть Сектор Газа. Об этом объявил в Дамаске перед камерами сирийского телевидения Муса Абу Марзук, один из руководителей «Хамаса».

#### 19 января
Как сообщает армейская радиостанция «Галей ЦАХАЛ», в ближайшее время ожидается демобилизация резервистов, призванных для участия в прекращенной антитеррористической операции в секторе Газа. Некоторые подразделения резервистов, выведенные из сектора, уже распущены по домам.
Лидер ХАМАСа в секторе Газа Исмаил Хания появился впервые с 27 декабря, дня начала операции «Литой свинец», на экранах телевизоров, и торжественно объявил о «великой победе» над Израилем. В телеобращении, которое транслировалось из подземного бункера, где Хания скрывается в течение последних недель, он отметил, что Аллах подарил эту победу «не только одному движению, одной партии или одному региону, но всему палестинскому народу». Как отмечают израильские СМИ, скрывающиеся в бункерах лидеры ХАМАСа пока воочию не видели разрушений Газы.
Член законодательного собрания ХАМАС и его представитель на переговорах в Каире Салах Бардвил обвинил председателя ПА Абу-Мазена в причастности к ликвидации министра внутренних дел в правительстве ХАМАСа Саида Сиама.
Он обвинил Абу-Мазена и в том, что тот помогал Израилю воевать против Газы и держать сектор в блокаде.
По его словам, сторонника Абу-Мазена в Газе наводили ЦАХАЛ на дома активистов ХАМАС, передавали израильтянам схемы подземных тоннелей и оружейных арсеналов.
Мусса Абу-Марзук, заместитель главы политбюро ХАМАС, тоже сказал, что «пришла пора свести счеты с Абу-Мазеном». На всем протяжении операции «Литой свинец» ХАМАС представлял Абу-Мазена как человека, сотрудничающего с Израилем, США и Египтом против интересов палестинского народа. На интернет-сайте ХАМАС публиковались снимки улыбающегося Абу-Мазена с Кондолизой Райс, Эхудом Ольмертом и Хусни Мубараком.
Палестинские источники сообщили, что в секторе Газа началась охота на приверженцев ФАТХа.
По словам очевидцев, палестинские боевики, не принявшие условий перемирия, открыли огонь по силам ЦАХАЛ в северной части Газы.
В ответ по боевикам ведётся огонь катеров ВМФ Израиля. Свидетели утверждают, что также слышны звуки автоматных очередей на западном побережье северной Газы.

#### 20 января
Из сектора Газа были выведены последние воинские подразделения ЦАХАЛ. ХАМАС ответил на это огнём. По Израилю было выпущено 8 миномётных снарядов и дважды были обстреляны патрули ЦАХАЛа в районе пограничного перехода Кисуфим.
В одном из двух вышеуказанных случаев израильские солдаты не стали открывать ответный огонь.
Народный Фронт освобождения Палестины распространил заявление, в котором в частности, сказано, что Народный Фронт не объявляет прекращение огня и его боевики продолжат атаки.

#### 21 января
Утром боевики снова пытались обстрелять Израиль из миномётов, мины взорвались недалеко забора безопасности на границе сектора. Миномёт, из которого вёлся обстрел, уничтожен огнём ЦАХАЛа.
В израильской армии полагают, что в ближайшие недели ХАМАС продолжит испытывать Израиль, и будет вести время от времени обстрелы приграничных военных и гражданских объектов. Армия намерена жёстко отвечать на провокации.

### Обострение после окончания конфликта

#### 27 января
Утром около пропускного пункта Кисуфим подорвался на мине патруль ЦАХАЛа, после этого он был обстрелян из гранатомёта. Солдаты открыли ответный огонь. Одновременно израильские танки обстреляли позиции диверсантов, и к месту перестрелки вылетели боевые вертолёты израильских ВВС.
Ответственность за теракт взяла на себя малоизвестная группировка Батальоны джихада.
В результате инцидента погиб солдат ЦАХАЛа, тяжело ранен офицер и ещё два солдата получили лёгкие ранения. Ответным израильским огнём убит мирный палестинский крестьянин. Позднее в результате атаки ВВС был убит боевик.
После вооружённого столкновения израильские воинские подразделения были введены в сектор Газа в районе разделительного забора у КПП Кисуфим.

#### 28 января
В ночь на 28 января самолёты израильских ВВС нанесли ракетно-бомбовый удар по району Филадельфийского коридора. Целью атаки были три подземных тоннеля, используемые ХАМАСом для контрабанды оружия.
Со своей стороны Боевики выпустили по Израилю 2 касама.

#### 29 января
В ночь на 29 января ВВС ЦАХАЛа нанесли удар по мастерским, изготавливающим «касамы» в районе Рафиаха. Арабские источники не сообщают о потерях.
В районе Сдерота утром упали два «касама».

#### 31 января
В 5:10 (Гринвич) в Ашкелоне упал выпущенный из сектора Газа 122-миллиметровый «град».

#### 1 февраля
За день по территории Израиля было выпущено более 20 ракет и миномётных снарядов.
Израиль не открыл ответный огонь.

#### 2 февраля
На юге сектора самолёты ЦАХАЛа разбомбили 6 подземных тоннелей, а на севере — склад боеприпасов ХАМАСа.
Около полудня израильские ВВС провели ракетную атаку в районе Рафиаха, в результате которой был убит один боевик ХАМАСа и трое ранены.
В полдень 3 миномётных снарядов были выпущены по территории регионального совета Эшколь, жертв и разрушений нет.

#### 3 февраля
В 5:00 (UTC) — в центре Ашкелона взорвался 122-миллиметровый «град».
За период, минувший после объявления Израилем одностороннего прекращения огня, по Израилю было выпущено около тридцати ракет.
В ответ на ракетный обстрел Ашкелона ВВС ЦАХАЛа нанесли вечером четыре удара в секторе Газа. В первый налёт были обстреляны входы в тоннели на границе между Газой и Египтом. Вторым заходом был сделан налёт на укреплённый пункт ХАМАСа в Хан-Юнесе. В третий раз была взорвана машина, ехавшая по одной из дорог в Рафиахе. Четвёртый удар пришёлся по объекту террористов в районе Бейт-Лахийе в северной части сектора Газа.

#### 4 февраля
На территории регионального совета Эшколь, в 7 км от границы с сектором Газа разорвался миномётный снаряд. Жертв и разрушений нет.

#### 5 февраля
Ночью солдатами ЦАХАЛа в деревне Кабатия под Дженином был застрелен при задержании один из лидеров «Исламского джихада» Ала Абу-Ров, оказавший вооружённое сопротивление.

#### 6 февраля
Поздним вечером ЦАХАЛ нанёс удар по Рафиаху.

#### 8 февраля
8 февраля по Израилю были выпущены 2 ракеты: касам и град.

#### 9 февраля
Ночью самолёты израильских ВВС нанесли удары по объектам ХАМАСа на юге и на севере сектора Газа. Пострадавших нет.

#### 11 февраля
Из миномёта был обстрелян западный Негев. Три мины были выпущены по территории регионального совета Эшколь. Одна — около 15:00 и две — около 19:00.

#### 12 февраля
Ночью ВВС ЦАХАЛа атаковали укреплённый пункт ХАМАСа в Хан-Юнесе.

#### 13 февраля
Утром на территории Израиля упали 3 ракеты, разрушений и пострадавших нет. Ещё 1 град упал вечером.
Ракетой, выпущенной с самолёта ВВС ЦАХАЛа, были уничтожены 2 боевика Исламского Джихада. ЦАХАЛ заявил, что они готовили взрыв на территории Израиля.
ВВС ЦАХАЛа нанесли удар с воздуха по тоннелям в Рафиахе. Было взорвано шесть тоннелей.

#### 14 февраля
Заряд взрывчатки был задействован у разделительного забора в районе кибуца Нахаль Оз в тот момент, когда там проезжал патрульный автомобиль ЦАХАЛа. Обошлось без пострадавших, сообщила пресс-служба ЦАХАЛа.

#### 15 февраля
Вечером на территории Израиля упал касам.

#### 16 февраля
Две ракеты «кассам», выпущенные из сектора Газа, разорвались в районах Сдот-Негев и Шаар ха-Негев.
ВВС нанесли удар по району Филадельфийского коридора на границе сектора Газа и Египта. Пресс-служба ЦАХАЛа сообщила, что тоннели контрабандистов были разбомблены «в ответ на утренние обстрелы Израиля».

#### 18 февраля
Утром на Негев упал очередной касам.
В ответ самолёты израильских ВВС нанесли ночью удар по укреплённому пункту ХАМАСа в Хан-Юнесе и разбомбили 7 подземных тоннелей в районе Филадельфийского перешейка.

#### 19 февраля
Утром по Израилю был выпущен касам.
Утром в восточные районы сектора Газа вошёл спецназ ЦАХАЛа. После нескольких стычек с боевиками он покинул сектор.
Солдаты ЦАХАЛа обнаружили неподалёку от пограничного КПП Керем Шалом, на границе с сектором Газа, палестинца, который пытался заложить заряд взрывчатки на пути следования израильских машин. При задержании он был ранен.
Днём ВВС ЦАХАЛа нанесли удар по трём туннелям на границе Израиля и сектора Газа.